# De Violette

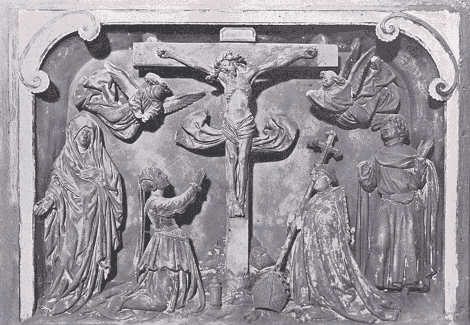
Bas-relief représentant un Christ en croix, chapelle Notre-Dame des Aveugles de Bruges, vers 1505 ; la polychromie a été attribuée à Jan van den Dale, membre de la chambre de rhétorique De Violette.

De Violette (La Violette) est une chambre de rhétorique bruxelloise. 

## Bref historique
Cette société littéraire, « geselscap van der Vyoletten », est d'abord mentionnée dans les comptes de la ville en 1485-1486.  La chambre reçoit alors, entre autres, un subside de deux livres huit shillings brabançons pour ses dépenses annuelles.  « Der Violetten van Bruessele » est présente à la compétition de Malines en 1493 et participe au concours du landjuweel d'Anvers en 1496.  Le 15 septembre 1507, De Violette devient 't Mariacransken en fusionnant avec De Lelie et.
Jan van den Dale est l'un de ses membres. 

## Source
- (nl) Bruaene (van), Anne-Laure.  Het Repertorium van rederijkerskamers in de Zuidelijke Nederlanden en Luik 1400-1650 [Le répertoire des chambres de rhétorique des Pays-Bas méridionaux et de la principauté de Liège 1400-1650], [En ligne], [s. d.], réf. 11 juillet 2014.  [www.dbnl.org].

### Sur la littérature néerlandaise
- Littérature néerlandaise.

### Sur les chambres de rhétorique
- Chambre de rhétorique ;
- Landjuweel.

### Quelques chambres de rhétorique
- La chambre de rhétorique De Avonturiers (Warneton) ;
- La chambre de rhétorique De Baptisten (Bergues) ;
- La chambre de rhétorique Het Bloemken Jesse (Middelbourg) ;
- La chambre de rhétorique Den Boeck (Bruxelles) ;
- La chambre de rhétorique De Corenbloem (Bruxelles) ;
- Eerste Nederduytsche Academie (Amsterdam) ;
- La chambre de rhétorique De Egelantier (Amsterdam) ;
- La chambre de rhétorique De Fonteine (Gand) ;
- La chambre de rhétorique De Gheltshende (Bailleul) ;
- La chambre de rhétorique De Lelie (Bruxelles) ;
- La chambre de rhétorique 't Mariacransken (Bruxelles) ;
- La chambre de rhétorique De Olijftak (Anvers) ;
- La chambre de rhétorique De Ontsluiters van Vreugde (Steenvoorde) ;
- La chambre de rhétorique De Persetreders (Hondschoote) ;
- La chambre de rhétorique De Royaerts (Bergues) ;
- La chambre de rhétorique Sainte-Anne (Enghien) ;
- La chambre de rhétorique Saint-Michel (Dunkerque) ;
- La chambre de rhétorique De Violieren (Anvers) ;
- La chambre de rhétorique De Witte Angieren (Haarlem).